# Yan Hui (peintre)
Pour les articles homonymes, voir Yan Hui.

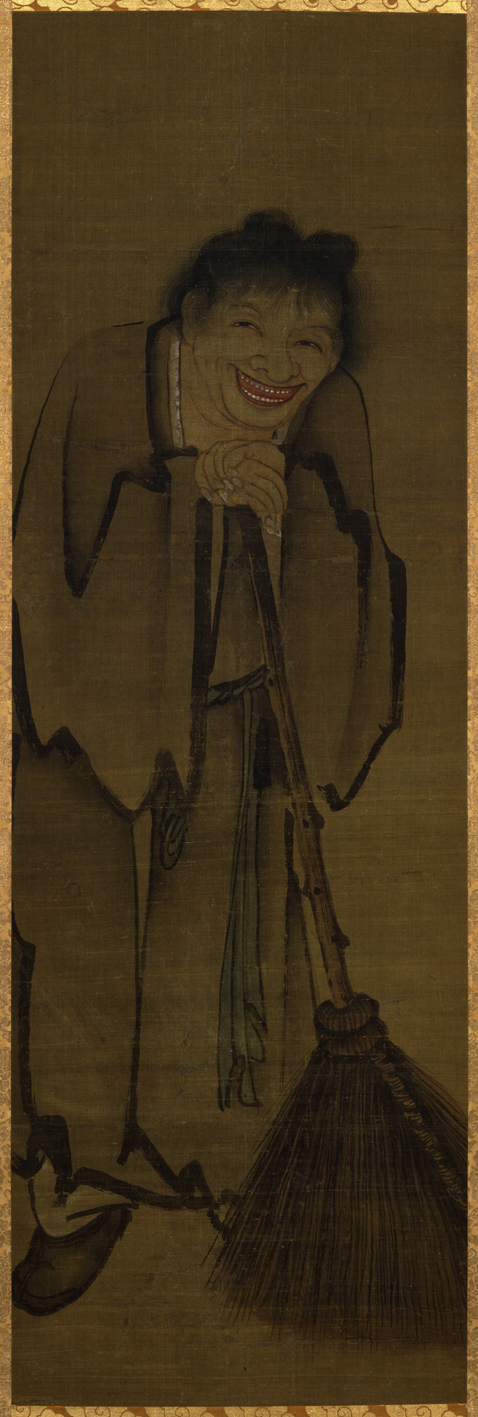
Portrait du moine chinois Shide par Yan Hui.

Yan Hui ou Yen Houei ou Yen Hui, surnom: Qiuyue est un peintre chinois du XIVe siècle, originaire de Jiangshan, ville de la province du Zhejiang en Chine. Ses dates de naissance et de décès ne sont pas connues, il est probablement né à la fin du XIIIe siècle mais sa mort et sa période d'activité se situent au XIVe siècle.

## Biographie
Yan Hui est un peintre bien connu pour ses représentations de personnages bouddhistes et taoïstes.
Le thème préféré de Yan Hui, dans la plus grande partie de son œuvre, c'est la représentation de démons, d'Immortels et de saints bouddhiques. Il est surtout connu par des œuvres conservées au Japon. Ses peintures sont dotées parfois d'une force quasi magique, elles sont peintes à traits d'encre vigoureux, avec quelques touches de couleur sur le visage.

## La peinture de personnages sous les Yuan
La popularité des peintures d'immortels taoïstes, de divinités chamaniques, et autres semblables sujets, tant chez les lettrés qu'à la cour des Yuan, participe d'un phénomène plus large de regain des croyances et pratiques religieuses qui touche toutes les couches de la société, et revêt des formes plus intellectuelles parmi l'élite, plus souples parmi le peuple. Des sectes taoïstes populaires se développent, tout spécialement dans le Nord ; les mongols et d'autres peuples non chinois pratique le bouddhisme ésotérique ou le lamaïsme tibétain. Quelques artistes sont profondément liés aux sectes taoïstes et syncrétiques. Les implications religieuses peuvent aussi être motivées par les considérations pratiques, dans la mesure où des familles font don de leurs propriétés aux temples pour tenter d'échapper aux lourdes taxations et de survivre en ces temps périlleux.

## Maîtrise et technique picturale
Les techniques modestes et épurées en faveur chez les lettrés, sont, pour des raisons évidentes, inadaptées aux images religieuses destinées à être suspendues dans les temples et vues par des foules de fidèles; l'effet visuel doit être plus audacieux et l'impact émotionnel plus fort. Yan Hui, qui a sans doute été formé dans un atelier d'artistes professionnels au cœur de cette place forte des traditions Song, est un maître de ce genre de peinture. Un document signalant qu'il a réalisé des peintures murales dans un palais entre 1297 et 1307, suggère quelques liens avec la cour. Le Huaji buyi, un ouvrqge rédigé en 1298, le mentionne comme un peintre déjà en activité à la fin des Song, et un artiste respecté par les fonctionnaires lettrés, alors que les critiques d'époque plus tardive font par contre peu de cas de lui. Quelques -unes de ses meilleurs œuvres sont préservées au Japon, notamment une paire de grand rouleaux muraux représentant des portraits d'immortels taoïstes conservée dans un temple de Kyōto,.

## Portrait d'un Immortel
Parmi les rares œuvres connues de Yan Hui qui se trouvent encore en Chine, figure une peinture sinistrement imposante de Li Tieguai. Cet être transcendant — qui, comme Zhang Guo, est plus tard inclus au nombre des Huit Immortels du taoïsme populaire — est toujours représenté comme un mendiant boiteux, porteur d'une cruche. Il est capable de détacher son âme de son corps pour parcourir les cieux, abandonnant derrière lui son moi physique ; durant l'une de ces promenades, son disciple, pensant qu'il est mort, brûle le corps et, à son retour, Zhang Guo est obligé de prendre possession de celui d'un mendiant récemment décédé. Dans ce tableau de Yan Hui, Li Tieguai est assis sur un rocher au pied d'une falaise en surplomb, près d'une cascade. 
L'iconographie est apparentée aux nombreuses représentations dans ce décor de Guanyin en robe blanche, et elle leur est probablement empruntée ; il regarde au loin, lugubrement, la jambe repliée autour de sa cruche en fer, dans une attitude qui évoque plus la brute que le mendiant. Des ombres lourdes, sur les vêtements et la chair, renforcent l'effet de masse et de puissance. La force de l'art de Yan Hui, dont on a ici un excellent exemple, réside dans les qualités mêmes qui le déconsidèrent aux yeux des lettrés ; leur dogme critique les empêche d'admirer la forte expression émotionnelle et les effets audacieux. Mais le style des personnages de Yan Hui est repris à la dynastie des Ming par des maîtres de l'École de Zhe, tel Wu Wei.
Aucune des peintures exécutées sur les murs des temples par des maîtres aussi célèbres que Yan Hui n'a survécu, mais il subsiste un certain nombre de peintures murales de la période Yuan, in situ ou transférées dans des musées, dues à des artistes mineurs, dont quelques-uns sont identifiés par des inscriptions. Elles perpétuent la grande tradition des peintures murales religieuses de la période des Song du Nord, qui s'est maintenue dans le Nord sous la dynastie des Jin. L'ensemble le mieux préservé et le plus raffiné se trouve dans le Yongle Gong, un temple taoïste situé près de Yonglezhen, dans la province du Shanxi. C'est là que le légendaire immortel taoïste Lü Dongbinest supposé avoir vécu et, pendant des siècles, il y a eu un temple en son honneur. Il brûle en 1263 et puis reconstruit ; les peintures murales datent de la première moitié du quatorzième siècle.

## Musées
- musée d'art MOA d'Atami :

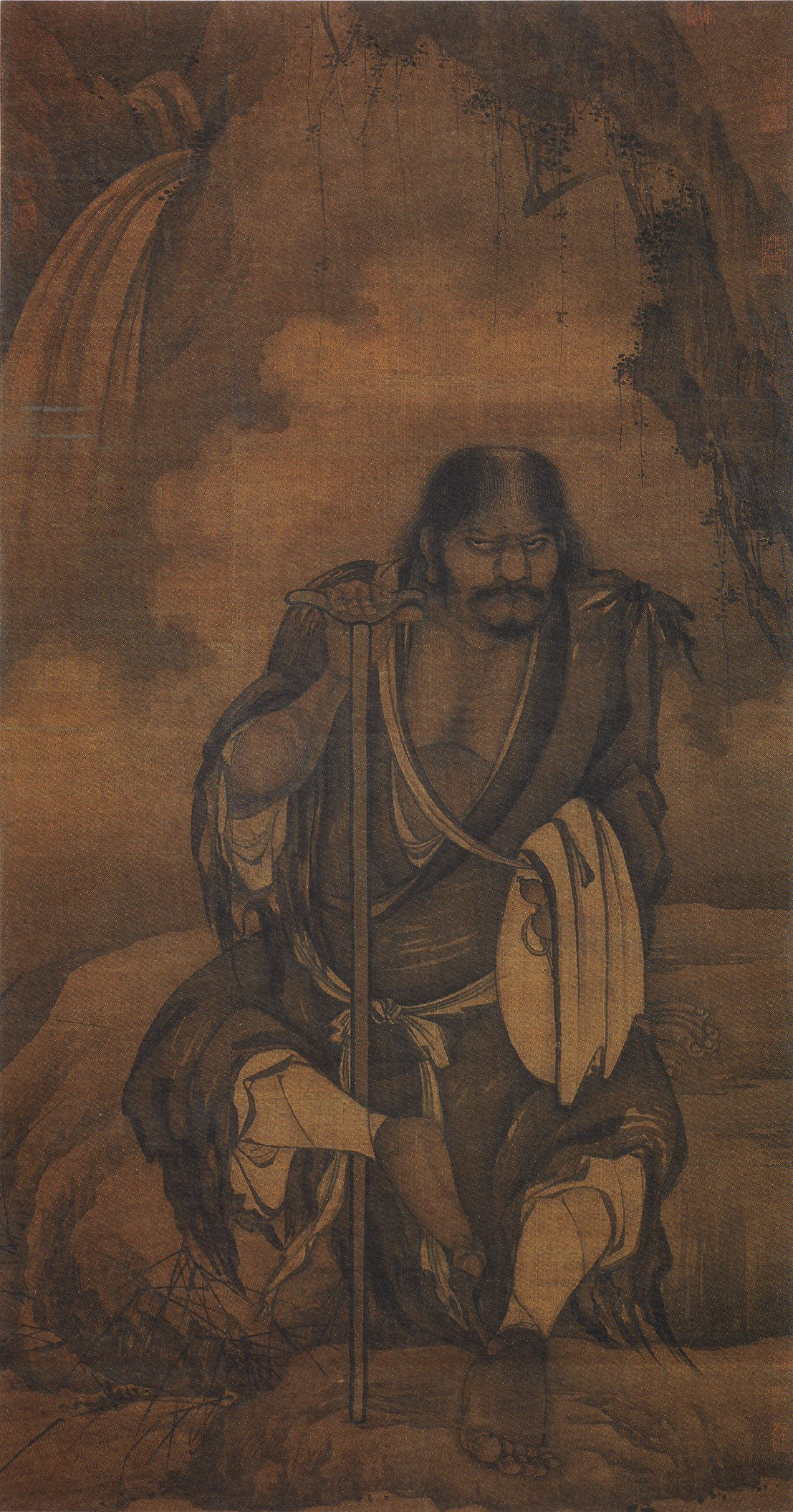
Portrait de Li Tieguai par Yan Hui.

  - Zhongli Quan et Lü Dongbin, couleurs sur soie, rouleau en hauteur, attribution.
- Kansas City (Nelson Gal. of Art) :
  - Guanyin au rocher.
- Kyōto (Temple Chionji) :
  - Les immortels taoïstes Xiama et Tieguai, couleurs sur soie, deux rouleaux en hauteur.
- Kyōto (Temple Rokuô-in) :
  - Triade de Sakyamuni, couleurs sur soie, trois rouleaux en hauteur, attribution.
- Pékin (Mus. du Palais) :
  - L'Immortel taoïste Li Tieguai en mendiant assis sur une pierre, encre et couleurs sur soie.

Taipei (Nat. Palace Mus.) :
- - Yuan An se gelant dans la neige, encre sur soie, rouleau en hauteur.
  - Deux chimpanzés sur une branche d'arbre piba, encre sur soie, rouleau en hauteur signé.
- Tōkyō (Nat. Mus.) :
  - Hanshan et Shide, couleurs sur soie, deux rouleaux en hauteur, attribution.